# People’s Instinctive Travels and the Paths of Rhythm
People’s Instinctive Travels and the Paths of Rhythm ist das Debütalbum der US-amerikanischen Hip-Hop-Gruppe A Tribe Called Quest. Es wurde am 17. April 1990 von Jive Records veröffentlicht. Als Singles wurden die Titel Bonita Applebum, Can I Kick It? und I Left My Wallet in El Segundo ausgekoppelt.
Das Album erhielt in der Musikpresse überwiegend gute bis sehr gute Kritiken, war kommerziell aber kein Erfolg.
Am 19. Januar 1996 bekam People's Instinctive Travels von der RIAA den Goldstatus verliehen. Es wurde 1998 vom Magazin The Source in die Liste der 100 besten Rap-Alben aufgenommen, als eines von drei ATCQ-Alben neben The Low End Theory und Midnight Marauders.

## Entstehungsgeschichte
Nachdem das A Tribe Called Quest-Mitglied Q-Tip auf den viel beachteten Debütalben der Jungle Brothers und De La Souls mitgewirkt hatte, stieg das Interesse an der noch unbekannten Gruppe. Anfang 1989 unterzeichneten ATCQ einen Vertrag über ein Demo mit Geffen Records, woraufhin ein Aufnahmeband mit fünf Songs produziert wurde, unter denen die später zu Klassikern avancierenden Description of A Fool, I Left My Wallet in El Segundo und Can I Kick It? (basierend auf einem Lou-Reed-Sample) waren.
Geffen entschied sich gegen eine weitere Zusammenarbeit mit ATCQ, erlaubte der Gruppe aber, die Rechte an den bereits produzierten Songs zu behalten. Mehrere andere Labels boten dem noch vierköpfigen Tribe Verträge an. Schließlich nahm die Gruppe das Angebot des damaligen Independent-Labels Jive Records an, das vorher bereits andere Hip-Hop-Künstler zu Bekanntheit geführt hatte, unter anderem die Boogie Down Productions oder Whodini.
Unter der Leitung von DJ Red Alert arbeiteten A Tribe Called Quest in mehreren New Yorker Studios an ihrem Debütalbum. Hauptsächlicher Produktionsort waren die als legendär geltenden Calliope Studios, in denen auch einige andere Alben der sogenannten Goldenen Ära des Hip-Hop aufgenommen wurden.

Am 17. April 1990 erschien das Album, das den Titel People’s Instinctive Travels and the Paths of Rhythm trug.

## Inhalt
Auf People's Instinctive Travels ... werden die bei weitem meisten Raps von Q-Tip beigesteuert. Während Jarobi White, der die Gruppe kurz nach der Veröffentlichung des Albums verließ, überhaupt nicht rappt, ist Phife Dawg lediglich auf fünf der vierzehn Songs zu hören. Gastauftritte haben der französische Rapper Lucien Revolucien sowie der Produzent des Albums DJ Red Alert.

### Themen und Texte
A Tribe Called Quest behandeln auf ihrem Debütalbum einerseits auf einigen Songs sozialkritische Themen, erzählen aber vor allem Geschichten, die unernst und oft adoleszent wirken.
So ist das Thema des von Q-Tip gerappten I Left My Wallet in El Segundo eine fiktive Ferienreise von New York City ins kalifornische El Segundo und zurück. Pubic Enemy (dt. etwa Schamfeind) behandelt das Thema Geschlechtskrankheiten auf humoristische Art. Ham’n’Eggs (Schinken und Eier) wiederum wurde vom All-Music-Guide-Rezensenten John Bush als „das vielleicht verrückteste Thema, das man auf einem Rapsong bis dahin gehört hatte“ bezeichnet.
Der Song Bonita Applebum ist ein Liebeslied, dessen beherrschendes Thema die Lust ist. Der Titel des Songs soll durch seine Phonetik in den Gedanken des Hörers die Vorstellung einer gut aussehenden Frau erzeugen. Zudem wird dem Hörer ein sinnliches, benommen machendes Rauschgefühl vermittelt, welches durch das Sample einer Sitar (aus dem Song Memory Lane der Band Rotary Connection) im Refrain noch unterstrichen wird.

Laut dem AMG-Rezensenten Jason Elias beweist Bonita Applebum, dass man „keine Erniedrigungen oder Geräusche von Pistolenkugeln brauchte, um einen großartigen Rapsong zu machen“. Elias vergleicht den Titel weiterhin mit dem Jazzfunk der 1970er, den Künstler wie Roy Ayers produzierten.

Selbiger Ayers ist auf Bonita Applebum mit einem Sample aus seinem Song Daylight vertreten.
Neben den auf recht unernste Themen fokussierten Songs lassen sich auf People’s Instinctive Travels einige Titel zur Sozialkritik, zumindest aber zum ernsthaften Themenbereichen rechnen. Description of a Fool kritisiert zu Gewalt neigende Menschen, während Youthful Expression davon handelt, wie Teenager Verantwortung für ihr eigenes Leben übernehmen.
Insgesamt gilt People’s Instinctive Travels als ähnlich humorvoll und positiv gestimmt wie das De La Soul-Debüt 3 Feet High and Rising von 1988. Es wird als weniger einflussreich gehandelt als dieses und das 1991 folgende zweite Tribe-Album The Low End Theory.

### Samples
Die Samples stammen zum größten Teil aus dem Funk der 1970er und aus dem Jazz. Einige der Songgerüste stammen auch aus der Rockmusik. Bekannt geworden ist etwa das als Single ausgekoppelte Can I Kick It? dafür, dass auf diesem Song Lou Reeds Walk on the Wild Side von 1972 gesamplet wird.
| Track | Titel                                       | Samples |
| ----- | ------------------------------------------- | --- |
| 1     | Push It Along                               | - Eugene McDaniels – Jagger The Dagger - Junior Mance – Thank You (Falletin Me Be Mice Elf Agin) - Grover Washington, Jr. – Loran’s Dance - Jimmy Smith – I’m Gonna Love You Just a Little More, Babe - The Beatles – All You Need Is Love |
| 2     | Luck of Lucien                              | - Billy Brooks – Forty Days - The Beatles – All You Need Is Love |
| 3     | After Hours                                 | - Sly & the Family Stone – Remember Who You Are - Les McCann – North Carolina - Richard Pryor – Crap Game - Universal Studios – Network Sound Effects Library - Sugarhill Gang – Hot Hot Summer Day - Eugene McDaniels – Jagger The Dagger |
| 4     | Footprints                                  | - Stevie Wonder – Sir Duke - The Cannonball Adderley Quintet feat. Jesse Jackson – Walk Tall - Donald Byrd – Think Twice - Public Enemy – Son of Public Enemy (Flavor Whop Version) |
| 5     | I Left My Wallet in El Segundo              | - Chambers Brothers – Funky - The Young Rascals – Sueño |
| 6     | Pubic Enemy                                 | - Billy Baron and his Smokin Challengers – Communication Is Where It’s At - Vaughn Mason & Crew – Bounce, Rock, Skate, Roll - Luther Ingram – Pity For the Lonely - Rufus Thomas – Do the Funky Penguin - Malcolm McLaren and World’s Famous Supreme Team – D’Ya Like Scratchin? - Traditional Folk – Old King Cole |
| 7     | Bonita Applebum                             | - Little Feat – Fool Yourself - RAMP – Daylight - Rotary Connection – Memory Lane - Roy Ayers – Daylight - Isley Brothers – Between the Sheets - Grace Jones – Slave to the Rhythm - The Cannonball Adderly Quintet – Soul Virgo - Roy Ayers and Wayne Henderson – No Deposit, No Return - Rotary Connection – Memory Band - Carly Simon – Why? - Eugene McDaniels – Jagger The Dagger                                           |
| 8     | Can I Kick It?                              | - Lou Reed – Walk on the Wild Side - Lonnie Liston Smith – Spinning Wheel - Dr. Buzzards’ Original Savannah Band – Sun Shower - Ian Dury and the Blockheads – What a Waste - Charles Wright & the Watts 103rd Street Rhythm Band – Fried Okra - Charles Wright & the Watts 103rd Street Rhythm Band – Soul Con-certo - David Porter – The Way You Do the Things You Do - Hot Chocolate – You Sexy Thing - Baby Huey – Hard Times |
| 9     | Youthful Expression                         | - Reuben Wilson – Inner City Blues |
| 10    | Rhythm (Devoted to the Art of Moving Butts) | - Funkadelic – Get Off Your Ass and Jam - Eugene McDaniels – Jagger The Dagger - Manu Dibango – Soul Makossa - Grace Jones – Pull Up to the Bumper (12" Version) |
| 11    | Mr. Muhammad                                | - Earth, Wind and Fire – Brazilian Rhyme (Beijo Interlude) - Kool & the Gang – Electric Frog Pt 1 - Weather Report – Vertical Invader |
| 12    | Ham ’N’ Eggs                                | - Funkadelic – Nappy Dug Out - Freda Payne – We’ve Gotta Find a Way Back to Love - Eugene McDaniels – Jagger The Dagger |
| 13    | Go Ahead in the Rain                        | - Slave – Son of Slide - Jimi Hendrix – Rain Day, Dream Away - Brother Jack McDuff – Classic Funk - Maze featuring Frankie Beverly – Joy and Pain |
| 14    | Description of a Fool                       | - Roy Ayers Ubiquity – Running Away - Sly and the Family Stone – Running Away - B. T. Express – Still Good – Still Like It |

## Rezensionen

### Zeitgenössische Rezensionen
Der Rolling Stone vergibt für People’s Instinctive Travels drei von fünf möglichen Sternen, was für ein mittelmäßiges bis gutes Album steht. Der Rezensent Chuck Eddy kritisiert das Album als „eines der am wenigsten tanzbaren Hip-Hop-Alben“ und als „Pseudo-Jazz“. Die „Yarn-Geschichten“, die der Tribe erzähle, würden „schnell langweilig“.

In der 1992er Ausgabe des Rolling Stone Album Guide, einer jährlichen Buch-Publikation von CD-Rezensionen, erhielt People’s Instinctive Travels vier von fünf möglichen Sternen.
Sehr positiv wurde das Album von The Source aufgenommen: Es erhielt als drittes Album überhaupt die Höchstwertung von fünf Mics. Diese Wertung galt zur Zeit des Erscheinens von People’s Instinctive Travels als sehr begehrt.
Der einflussreiche Musikjournalist Robert Christgau schließlich lobte mehrere Songs und das Album insgesamt. Er vergab die Note B+.

### Bestenlisten
Wie die späteren Tribe-Alben The Low End Theory und Midnight Marauders findet sich People’s Instinctive Travels… auf vielen Best-Of-Listen wieder, die sich zum Teil auf das Erscheinungsjahr und zum Teil auf längere Zeitspannen beziehen.
So wählten am Ende des Jahres 1991 viele Magazine das ATCQ-Debüt in ihre „Alben des Jahres“; darunter waren die Village Voice aus New York (18. Platz), das britische Magazin Face (3. Platz) und die deutsche Zeitschrift Spex (ebenfalls 3. Platz). Auch in anderen Magazinen aus Europa konnte sich das Debüt unter den zehn besten Musikalben des Jahres platzieren.
In jahresübergreifenden Best-Of-Listen wird People’s Instinctive Travels… ebenfalls häufiger erwähnt. So wurde es im Jahr 1996 vom britischen Magazin Mixmag auf den 36. Platz der 100 besten Tanzalben aller Zeiten gewählt. Das deutsche Magazin Zündfunk ehrte es mit dem 24. Platz in der Liste der 100 besten Alben der 90er. Vom in den 1990ern sehr angesehenen US-amerikanischen Hip-Hop-Magazin The Source wurde es 1998 in die 100 besten Rapalben gewählt.
Ein Platz erhielt das Album auch in dem 2005 erschienenen Buch 1001 Albums You Must Hear Before You Die des US-Amerikaners Robert Dimery. Die Website acclaimedmusic.net führt People’s Instinctive Travels and the Paths of Rhythm auf dem 737. Platz der „am meisten empfohlenen Alben aller Zeiten“.

## Charts
Das Album stieg nach der Veröffentlichung am 17. April 1990 sowohl in die Top R&B/Hip Hop-Charts als auch in die Billboard 200 ein. In den Billboard-Charts war es 19 Wochen lang vertreten, wobei die höchste Position der 91. Rang war. Unter den R&B- und Hip-Hop-Alben konnte es sich 44 Wochen lang halten und kam dabei maximal auf den 23. Platz.
Die drei Singleauskopplungen des Albums konnten sich allesamt in den Top 10 der Hot R&B/Hip Hop Singles & Tracks bzw. der Hot Rap Singles platzieren.

### Chartpositionen (Album)
| Jahr | Album                                                | Position      | Position               |
| Jahr | Album                                                | Billboard 200 | Top R&B/Hip Hop Albums |
| 1990 | People's Instinctive Travels and the Paths of Rhythm | #91           | #23                    |

### Chartpositionen (Singles)
| Jahr | Song                             | Chartposition     | Chartposition                    | Chartposition   | Chartposition                      |
| Jahr | Song                             | Billboard Hot 100 | Hot R&B/Hip-Hop Singles & Tracks | Hot Rap Singles | Hot Dance Music/Maxi-Singles Sales |
| 1990 | „Bonita Applebum“                | -                 | #56                              | #4              | -                                  |
| 1990 | „I Left My Wallet In El Segundo“ | -                 | #9                               | -               | #49                                |
| 1991 | „Can I Kick It?“                 | -                 | #8                               | -               | -                                  |

## Sonstiges
Erwähnung findet das Lied I Left My Wallet In El Segundo im Film Ladykillers von Ethan und Joel Coen, bei welchem es sich um ein Remake des gleichnamigen Filmes aus dem Jahre 1955 handelt.